# Poker Magazine
Poker Magazine is een voormalig Nederlandstalig tijdschrift over het kaartspel poker. Het tijdschrift, dat tot 2009 verscheen, was destijds het grootste Nederlandstalige pokertijdschrift. Het verscheen tweemaandelijks en werd verkocht in Nederland en België. Poker Magazine was een initiatief van hoofdredacteur Gerthein Boersma, voormalig eindredacteur van het Nintendo-tijdschrift [N]Gamer. Het eerste nummer van Poker Magazine verscheen in januari 2007. In het eerste jaar verscheen Poker Magazine viermaal, vanaf 2008 was het een tweemaandelijks blad.

## Inhoud
Kenmerkend aan het blad was de medewerking van vele bekende Nederlandse pokerprofessionals. Vaste medewerkers waren onder meer Rolf Slotboom, Peter Dalhuijsen, Rob Hollink en Abel Meijberg, maar ook Noah Boeken, Marcel Lüske en Steve Wong leverden bijdragen. Vaste rubrieken waren onder meer het pokernieuws, features en reportages (toernooiverslagen, poker op tv), commentaar op de pokerwereld (columns over uiteenlopende onderwerpen), strategie & analyse (speladviezen) en De Pieken van Dal (de vaste column van Peter Dalhuijsen).